# Jean-Pierre Giusto
Jean-Pierre Giusto est un critique littéraire français né le 15 novembre 1940 à Casablanca et mort le 27 juin 2001 à Villejuif.
Spécialiste des poètes français depuis le XIXe siècle, il est un chercheur reconnu en France et à l'étranger pour ses analyses vives et ses contributions à la compréhension de l'évolution de la poésie francophone. Au fil de sa carrière, il a publié de nombreux essais et études sur des figures emblématiques de la poésie française.

## Biographie
Il suit des études à l'École normale supérieure (ENS) rue d'Ulm, où il obtient son doctorat en littérature. Sa thèse, intitulée Rimbaud créateur, lui vaut une reconnaissance qui lui fait commencer sa carrière comme assistant à la Sorbonne en 1972.
Il enseigna à l'Université de Valenciennes et du Hainaut-Cambrésis de 1979 jusqu'à sa mort, en 2001.
Il est l'auteur d'une dizaine d'ouvrages et d'une quarantaine d'articles sur la poésie et le roman des XIXe et XXe siècles. Son sujet est de travailler sur l'image et l'imagination créatrice dans cette aventure qu'est l'écriture.
Il fonda en 1985 les Presses universitaires de Valenciennes, dirigea la revue Les Valenciennes et Rimbaud vivant.
Une journée d'étude lui est consacrée en 2012 : « Jean-Pierre Giusto, une lecture vive Journée d'études autour de Rimbaud et d'Aragon ».

## Thèmes de recherche
Les travaux de Jean-Pierre Giusto se concentrent principalement sur les poètes français du XIXe siècle, mais il élargit également ses recherches à la poésie moderne et contemporaine. Parmi les thèmes qu'il aborde, on peut citer :
- L'influence du romantisme sur les poètes du XIXe siècle.
- Les rapports entre poésie et peinture dans le symbolisme.
- L'intersection de la poésie et de la musique.
- La représentation du temps et de la mélancolie dans la poésie.

### Ouvrages
- Charles Baudelaire. Les Fleurs du mal, Presses Universitaires de France, 1993